# Système d'information sur les armes
Pour les articles homonymes, voir SIA.
Le Système d'information sur les armes (ou SIA) est en France l'outil informatique mis en place et géré par le Service central des armes et explosifs au sein du ministère de l'Intérieur pour « permettre la traçabilité complète des armes circulant ou détenues en France en modernisant les relations entre les professionnels, les usagers et l'administration. Le Système d'information sur les armes (SIA) se substituera à terme au fichier national des détenteurs d'armes à feu (AGRIPPA). » Ce programme informatique de gestion des « armes à feu civiles » concerne, dans un premier temps, les professionnels puis, dans un second temps, tous les particuliers détenteurs d'armes (à compter du 8 février 2022 pour les chasseurs). Les données à caractère personnel y sont traitées de manière automatisée, selon des modalités précisées par un décret de 2020.
Une base de données dénommée « Référentiel général des armes » recense les caractéristiques techniques et le classement des armes.
Au 1er octobre 2020, ce SIA intègre un livre de police numérique (LPN), se substituant, à cette même date, au registre spécial (papier) des professionnels.

## Contexte juridique
Le SIA permet aux démarches administratives relatives aux armes ainsi que la traçabilité des armes par les professionnels d'être entièrement dématérialisée, et il modifie les règles de marquage des armes et de leurs éléments, de manière à achever la transposition de deux directive européennes : 
1. La directive 2017/853 du Parlement européen et du Conseil du 17 mai 2017 modifiant la directive 91/477 du 18 juin 1991 relative au contrôle de l’acquisition et de la détention d’armes ;
2. La directive 2013/55/UE du 20 novembre 2013 sur la reconnaissance des qualifications professionnelles, en ce qui concerne les métiers de l’armurerie.

L'un des décrets de mise en place du SIA assouplit la réglementation relative aux armes concernant le régime des tirs d’initiation et « en simplifiant le régime des séances de tirs contrôlées ».

## Personnes et entités concernées
Le SIA concerne « toute personne physique ou morale se livrant à la fabrication, au commerce ou à l'intermédiation des armes, munitions et leurs éléments relevant du 1er de la catégorie A2 et des catégories A1, B, et C saisit dans le livre de police dématérialisé mentionné à l'article R. 313-54 du code de la sécurité intérieure les informations relatives aux armes et aux éléments d'armes qu'elle détient, inscrites sur les registres spéciaux mentionnés à l'article R. 313-25 du même code. » Les opérateurs de ventes aux enchères publiques d'armes (et de leurs éléments relevant du premier de la catégorie A2 et des catégories A1, B et C) sont également concernés. Sont également concernées les « fédérations des disciplines sportives utilisant des armes », les musées (détenteurs d'armes à feu « historiques » ou « d'importance historique »), les « administrations de l’État et les organismes publics » ; 

les administrations impliquées par la mise en place et l'utilisation du SIA sont notamment (début en 2022) : 
- le ministère des Armées ;
- le ministère de l'Écologique (police de l'environnement) ;
- le ministère de la Justice ;
- le ministère de l'Intérieur ;
- le ministère de l'Économie, des Finances et de la Relance ;
- d'autres administrations dont les polices municipales…).

## Territoire concerné
Outre la France métropolitaine et les territoires ultramarins, les textes réglementaires indiquent que certaines dispositions concernent les îles Wallis et Futuna, la Polynésie française, la Nouvelle-Calédonie et les Terres australes et antarctiques françaises. 

## Éléments à déclarer
Sont à déclarer toutes les armes à feu, leurs munitions et leurs « éléments », pour les catégories A1, B, C et D.

## Cadre réglementaire
Il est fixé par des décrets et arrêtés publiés au Journal officiel (JO) le 29 avril 2020 :
- Décret no 2020-486 du 28 avril 2020 relatif à la mise en œuvre du système d'information sur les armes et portant diverses dispositions relatives aux armes ;
- Décret no 2020-487 du 28 avril 2020 portant création d'un traitement automatisé de données à caractère personnel dénommé « système d'information sur les armes » ;
- Arrêté du 28 avril 2020 portant application des articles R. 313-33 et R. 313-47 du Code de la sécurité intérieure et de l'article 10 du décret no 2020-486 du 28 avril 2020 relatif à la mise en œuvre du système d'information sur les armes et portant diverses dispositions relatives aux armes ;
- Arrêté du 28 avril 2020 relatif aux avis favorables et aux attestations délivrés par les fédérations ayant reçu délégation du ministre chargé des sports prévus par l'article R. 312-5 du Code de la sécurité intérieure ;
Certaines autorisations sont conditionnées à un contrôle de l'assiduité aux séances de tir et à la formation obligatoire au tir, et bien entendu à la non-inscription au Fichier national des personnes interdites d'acquisition et de détention d'armes.
En raison de la pandémie de Covid-19, l'ouverture du « portail Professionnels » a été repoussée au 1er octobre 2020 (au lieu du 1er juillet).